# 2MASS J11083081+6830169
| 2MASS J11083081+6830169                                                 | 2MASS J11083081+6830169 |
| ----------------------------------------------------------------------- | ----------------------- |
| Beobachtungsdaten Äquinoktium: J2000.0, Epoche: J2000.0                 |                         |
| Sternbild                                                               | Großer Bär (Ursa major) |
| Rektaszension                                                           | 11h 08m 31s             |
| Deklination                                                             | +68° 30′ 17″            |
| Helligkeit (J-Band)                                                     | (13,1 ± 0,02) mag       |
| Spektralklasse                                                          | ca. L0.5                |
| Eigenbewegung                                                           |                         |
| μtot                                                                    | 0,32 ± 0,04 mas/a       |
| PA                                                                      | 230° ± 6°               |
| Katalogbezeichnungen                                                    |                         |
| MM Ursae Majoris, LSPM J1108+6830, 2MUCD 10960, USNO-B1.0 1585-00117168 |                         |

2MASS J11083081+6830169, auch 2MASSW J1108307+683017 oder 2MASSI J1108307+683017, ist ein veränderlicher L-Zwerg im Sternbild Großer Bär (Ursa major).
Das Objekt wurde im Juni 1999 von Gizis et al. nach einer Analyse von 2MASS- und POSS-II-Daten spektroskopisch untersucht und als ultrakühler Zwerg identifiziert. Dabei beobachteten sie eine starke Hα-Emission. Photometrische Untersuchungen im I-Band durch Gelino et al. (2002) zeigten eine nicht-periodische Variabilität. Als Interpretation dieser Beobachtung schlugen Gelino et al. vor, dass die Helligkeitsschwankungen auf die Veränderungen von Wolken in der Atmosphäre und nicht auf eine sich verändernde Aktivität des Objekts zurückzuführen sein könnten.